# Majercsik Johanna
Majercsik Andrea Johanna (Budapest, 1983. november 3. –) filmesztéta, kulturális menedzser, szerkesztő-műsorvezető. A Budapest Pride sajtószóvivője és a Vedd vissza a hangod! kulturális és közéleti podcast egyik műsorvezetője.

## Élete és munkássága
Egyetemi tanulmányait az Eötvös Loránd Tudományegyetem esztétika, filmelmélet és filmtörténet szakpárján kezdte el, majd a lyoni Université Lumiére Lyon II filmesztétika szakán folytatta, ahol 2009-ben diplomázott. 2015 óta dolgozik a Budapest Pride-nál.
2016-ban a #Genderőrület című feminista és LMBTQ témájú képzőművészeti kiállítás kurátora, valamint a Ludwig Múzeum Rock/tér/idő című kiállítására a Múzeumok Éjszakája keretében szervezett programot hazai slammerekkel, írókkal és színészekkel.
Radványi Viktóriával 2017-ben ketten alapították meg a Queeruption Fesztivált. 2019-ben a fesztivál keretein belül a Distort the Rules című kortárs fotókiállítás kurátora volt a FERi Galériában.
2020 óta az ARC köztéri kiállítás zsűritagja.
2023-ban hozta létre a Budapest Pride Vedd vissza a hangod! elnevezésű közéleti és kulturális podcastjét, melynek azóta is műsorvezetője Hegedűs Mátéval. A podcastet 2023-ban az OVA (Online Video Audio) Awardon elismerésben részesítették.
A 2025-ben megjelent, Anyaföld íze a számban című kortárs irodalmi antológia felelős szerkesztője.
Filmes és kortárs képzőművészeti témájú publikációi a Filmvilág, a Humen és a Balkon folyóiratokban jelentek meg.